# Арамян, Ара Айкович
А́ра А́йкович Арамя́н (арм. Արա  Արամյան, 11 марта 1956, Чаренцаван)— армянский политический и государственный деятель.
- 1963—1973 — Чаренцаванская средняя школа № 1.
- 1973—1978 — Ереванский политехнический институт. Инженер-механик.
- 1978—1981 — работал в научно-исследовательском институте химии Чаренцавана.
- 1981—1993 — работал на Чаренцаванском машиностроительном заводе «Кайц» технологом, начальником цеха, старшим инженером, начальником корпуса, главным механиком, а позже исполняющим обязанности директора.
- 1993—1996 — был директором того же завода.
- 1996—2003 — председатель совета директоров ЗАО «Кайц».
- 2003—2004 — министр градостроительства Армении.
- 2004—2006 — главный советник президента Национального Собрания Армении.
- 2006—2011 — глава совета ЗАО «Кайц».
- 2011—2016 — депутат Национального Собрания Армении.